# Ninia pavimentata
Ninia pavimentata (північна смугаста кавова змія) — вид змій родини полозових (Colubridae). Мешкає в Центральній Америці.

## Поширення і екологія
Північні смугасті кавові змії мешкають у високогір'ях Гватемали і Гондурасу. Вони живуть в гірських хмарних лісах, на висоті від 1300 до 1500 м над рівнем моря. Ведуть нічний, напівриючий спосіб життя.